# The Shubert Organization
The Shubert Organization ist die älteste noch bestehende US-amerikanische Theater-Produktionsfirma. Sie wurde seit 1900 von der Familie Shubert (Shubert Bros.) geführt. Ihr gehören noch immer die meisten Theatergebäude am New Yorker Broadway (insgesamt 17) und einige weitere Theater in den USA. Seit 1945 ist die Shubert Foundation als Non-Profit-Organisation die einzige Besitzerin.

## Geschichte
Die Shubert-Organization geht auf gemeinsame Theaterproduktionen der Brüder Sam, Lee und Jacob J. Shubert am Ende des 19. Jahrhunderts zurück, die aus Syracuse (New York) stammten. Dorthin war ihr Vater Duvvid Schubart 1882 mit der ganzen Familie aus dem litauischen Neustadt-Schirwindt (heute Kudirkos Naumiestis) eingewandert, das damals zu Russland gehörte und eine große jüdische Gemeinde besaß. – Auch die meist unerwähnten Schwestern Fannie, Sarah und Dora hatten ihren Anteil beim Aufbau des Unternehmens.
Seit dem letzten Jahrzehnt des 19. Jahrhunderts wirkten sie in New York City mit zunehmendem Erfolg. Sie brachen das Monopol des 1896 von Charles Frohman begründeten Theatrical Syndicate und wurden zu den weltgrößten Theaterproduzenten. Sie engagierten Stars wie Richard Mansfield, Sarah Bernhardt, Alla Nazimova oder Eleonora Duse. 1911 produzierten sie Max Reinhardts Spektakel Sumurun. Am Broadway erbauten sie das Winter Garden Theatre, das Shubert Theatre und das Imperial Theatre und kauften weitere Theater auf wie das Belasco Theatre und das Majestic Theatre.
Inmitten der 1920er-Jahre betrieben die Shubert Brothers über tausend Theatergebäude in den Vereinigten Staaten. Eddie Cantor, Fred Astaire oder Cary Grant wirkten in ihren Bühnenshows. Viele der Theater wurden später geschlossen oder zu Kinos umgebaut, die zum Teil bis heute den Namen Shubert Theatre tragen. In der Weltwirtschaftskrise seit 1929 behalfen sich die Shubert-Brothers mit Umstrukturierungen. Sie brachten die späteren Ziegfeld Follies und weitere Revuen wie das Tanzmusical  Hellzapoppin'  (1938) heraus.
Jacob J. Shubert starb 1963. In den 1970er-Jahren wurde die Shubert Organization nach einem Führungswechsel wieder als Theaterproduzent aktiv. Sie leitete und finanzierte erfolgreiche, in Europa zumeist in ihrer Verfilmung bekannte Musik- und Sprechtheaterproduktionen an Broadway und Off-Broadway wie Ain’t Misbehavin’ (1978), Amadeus (1979), Children of a Lesser God (1979), The Little Shop of Horrors (1982), Revivals klassischer Broadway-Hits und Übernahmen aus London wie Cats (1982).
Die Shubert-Organization trägt damit zum Erhalt der historischen Theatergebäude am Broadway bei. Seit den 1980er-Jahren ist der telefonische und später der elektronische Ticket-Verkauf (telecharge.com) ihr kommerzielles Standbein.